# Liste der Monuments historiques in Hennebont
Die Liste der Monuments historiques in Hennebont führt die Monuments historiques in der französischen Gemeinde Hennebont auf.

## Liste der Bauwerke
| Bezeichnung                               | Beschreibung | Standort                             | Kennzeichnung | Schutzstatus   | Datum     | Bild |
| ----------------------------------------- | ------------ | ------------------------------------ | ------------- | -------------- | --------- | ---- |
| Ehemalige Zisterzienserinnenabtei La Joie |              | (Lage)                               | PA00091277    | Classé Inscrit | 1921 1995 |      |
| Kapelle St-Gunthiern                      |              | Locoyarn (Lage)                      | PA00091278    | Classé         | 1993      |      |
| Schloss Le Bot                            |              | Le Bot (Lage)                        | PA56000061    | Inscrit        | 2007      |      |
| Kirche Notre-Dame-de-Paradis              |              | Le Bourg (Lage)                      | PA00091279    | Classé         | 1862 1939 |      |
| Staatliches Pferdegestüt                  |              | Rue Victor-Hugo (Lage)               | PA00135279    | Inscrit        | 1995      |      |
| Hôtel de Kerret                           |              | 24, place Foch (Lage)                | PA00091280    | Inscrit        | 1939      |      |
| Haus                                      |              | 1, rue de la Paix (Lage)             | PA00091282    | Inscrit        | 1934      |      |
| Haus                                      |              | 1, rue du Docteur-Thomas (Lage)      | PA00091281    | Inscrit        | 1934      |      |
| Haus                                      |              | 11, rue Vieille-Ville (Lage)         | PA00091285    | Inscrit        | 1925      |      |
| Haus                                      |              | 12, rue Vieille-Ville (Lage)         | PA00091286    | Inscrit        | 1925      |      |
| Haus                                      |              | 13, rue Vieille-Ville (Lage)         | PA00091287    | Inscrit        | 1925      |      |
| Haus                                      |              | 3, place Vieille-Ville (Lage)        | PA00091288    | Inscrit        | 1925      |      |
| Haus                                      |              | 7, rue Trottier 18, rue Neuve (Lage) | PA00091283    | Inscrit        | 1925      |      |
| Haus                                      |              | 9, rue Vieille-Ville (Lage)          | PA00091284    | Inscrit        | 1925      |      |
| Passerelle de la rue Launay               |              | Rue Launay                           | PA00091289    | Inscrit        | 1925      |      |
| Türme                                     |              | Rue de la Prison (Lage)              | PA00091290    | Classé         | 1916      |      |
| Brunnen Ferré                             |              | Rue du Maréchal Joffre (Lage)        | PA00091291    | Inscrit        | 1928      |      |
| Stadtbefestigung                          |              | (Lage)                               | PA00091292    | Classé         | 1941 1947 |      |